# 力積電
力晶積成電子製造，簡稱力積電、PSMC，是台灣從事晶圓代工的半導體製造廠，業務範圍涵蓋動態隨機存取記憶體（DRAM）、非揮發性記憶體（Flash）製造及晶圓代工兩大類別。總公司位於臺灣新竹市新竹科學工業園區，創辦人為黃崇仁，現任總經理為謝再居。
力積電現有12吋晶圓廠三座（P1、P2、P3廠）及8吋晶圓廠二座，12吋晶圓廠是目前台灣產能最大的記憶體晶片製造公司。

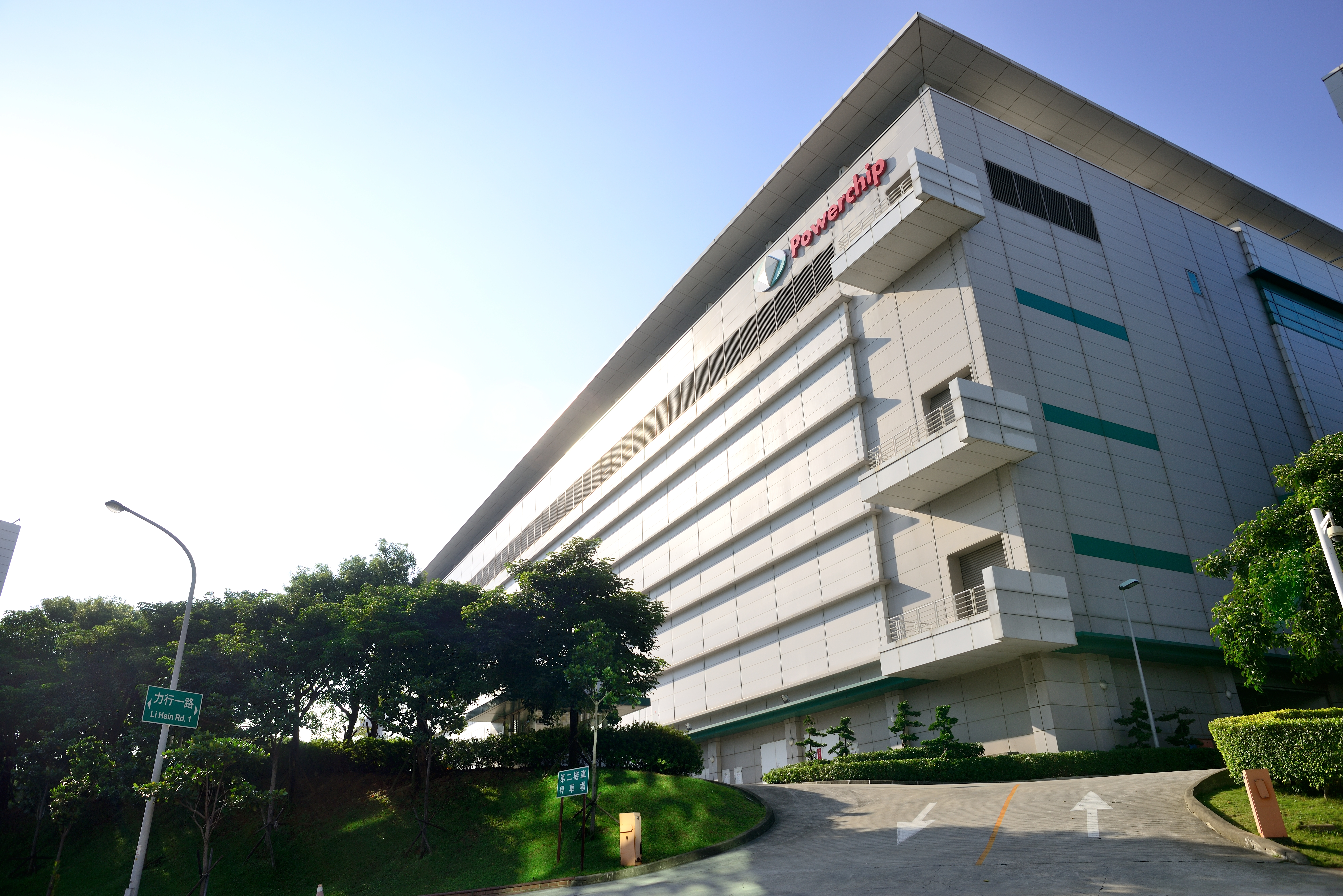
力積電P1廠、P2廠

## 發展歷程
- 1994年12月：「力晶半導體股份有限公司」（Powerchip Semiconductor Corporation）成立。
- 1997年：與旺宏旗下的鑫成投資公司合資成立力成科技。
- 1998年：力晶半導體以科技類股票在中華民國證券櫃檯買賣中心掛牌上櫃（櫃買中心：5346)。
- 1999年：力晶半導體發行全球存託憑證，成為台灣第一家在盧森堡證券交易所上市的上櫃公司。
- 2006年11月：力晶半導體與日本爾必達簽訂合作備忘錄，以新台幣4,500億元於台灣中部科學園區后里園區合資設立「瑞晶電子股份有限公司」，建置當時全球最大12吋晶圓DRAM廠區；雙方並決定共同開發50奈米以下DRAM先進製程技術。
- 2008年4月：力晶半導體8吋晶圓廠（8A廠）分割為鉅晶電子股份有限公司（Maxchip Electronics Corporation）。
- 2010年6月：力晶半導體更名為「力晶科技股份有限公司」（Powerchip Technology Corporation）。
- 2011年Q3：力晶科技DRAM產品出貨中國大陸暢旺。
- 2012年12月：力晶科技決定淡出標準型記憶體產銷，轉型為晶圓代工。
- 2012年12月11日：力晶科技因DRAM價格慘跌而累計大虧逾新台幣千億元，每股淨值由正轉負，依《財團法人中華民國證券櫃檯買賣中心業務規則》第12條之2第1項第4款規定，被迫下櫃與淪為銀行監管財務的紓困對象，轉為公開發行公司[1]。
- 2013年6月：力晶科技與金士頓科技締結動態隨機存取記憶體代工盟約。
- 2013年8月：力晶科技出售瑞晶電子持股予美光科技，並取得美光-爾必達25奈米動態隨機存取記憶體的專利授權。
- 2014年：力晶科技成功轉型為專業晶圓代工公司，償還新台幣千億元負債[2]。
- 2015年10月：力晶科技與中國大陸安徽省合肥建投集團簽訂合資協議，於合肥市成立晶合集成電路公司[3][4][5]。
- 2016年4月：力晶科技公布財報，已連續三年獲利，每股淨值已回升至新台幣10元以上，而2015年全年稅後淨利新台幣102.81億元、每股盈餘新台幣4.64元[6]。
- 2018年9月11日：鉅晶電子更名為「力晶積成電子製造股份有限公司」（Powerchip Semiconductor Manufacturing Corporation）[7]。
- 2019年5月1日：力晶科技將晶圓廠及相關營業、業務分割讓與力積電，由力積電主導晶圓代工產銷，力晶科技轉為控股公司。
- 2023年10月，宣佈與日本SBI控股集團合資成立JSMC，計畫投資8000億日圓（約新台幣1695億元）在日本設廠，首座晶圓廠選定落腳宮城縣黑川郡大衡村的第二北仙台中央工業園區，第1階段的生產預計2027年啟動。 (已取消)
- 2024年2月，力積電受時任中華民國總統蔡英文委託赴印度將與印度最大企業塔塔集團旗下的Tata Electronics公司合作在古吉拉特邦阿默達巴德興建印度首座12吋晶圓廠。

## 晶圓廠區
12吋廠：
- Fab P1 地址：新竹市力行一路12號(新竹科學園區) (總部)
- Fab P2 地址：新竹市力行一路12號(新竹科學園區)
- Fab P3 地址：新竹市力行路16-1號(新竹科學園區)
- 晶圓測試廠 地址：新竹市力行路16-1號(新竹科學園區)
- Fab P5 地址：苗栗縣銅科七路8號(銅鑼科學園區)
- Fab P6 地址：銅鑼科學園區  (2025年啟動興建工程)
- 日本廠：     與日本SBI控股株式會社合資，預計2025年啟動興建工程 (已取消)

轉投資：
- 晶合集成 地址：安徽省合肥市新站区合肥综合保税区内西淝河路88号

8吋廠：
- Fab 8A 地址：新竹市力行一路18號(新竹科學園區)
- Fab 8B 地址：苗栗縣科北二路6號(竹南科學園區)

## 外部連結
- 力晶積成電子製造股份有限公司（页面存档备份，存于）